# TT303
TT303 (Theban Tomb 303) è la sigla che identifica una delle Tombe dei Nobili ubicate nell'area della cosiddetta Necropoli Tebana, sulla sponda occidentale del Nilo dinanzi alla città di Luxor, in Egitto. Destinata a sepolture di nobili e funzionari connessi alle case regnanti, specie del Nuovo Regno, l'area venne sfruttata, come necropoli, fin dall'Antico Regno e, successivamente, sino al periodo Saitico (con la XXVI dinastia) e Tolemaico.

## Titolare
TT303 era la tomba di:
| Titolare | Titolo                                                | Necropoli       | Dinastia/Periodo  | Note |
| -------- | ----------------------------------------------------- | --------------- | ----------------- | ---- |
| Paser    | Capo del magazzino di Amon (?); Terzo Profeta di Amon | Dra Abu el-Naga | Periodo ramesside |      |

## Biografia
Nessuna notizia biografica è ricavabile

## La tomba
Tomba molto danneggiata e in buona parte distrutta. È noto che nell'ingresso, parete sud, esistano due statue assise. Provengono da questa tomba frammenti di architravi recanti il nome del defunto e l'indicazione "terzo Profeta di..." e il nome di Penpare (altrove non attestato), a sua volta indicato come "Terzo Profeta di Amon", nonché frammenti di una scatola intestata a Penpare oggi al Philadelphia Museum of Art /(cat. 29.86.402).

### Annotazioni
1. ↑  La planimetria non è in scala ed ha valore esclusivamente di visione d'insieme; l'ubicazione delle singole tombe non è topograficamente esatta, ma vuole visualizzare la concentrazione delle sepolture, nonché il "disordine" con cui le stesse sono state classificate.
2. ↑  La prima numerazione delle tombe, dalla numero 1 alla 252, risale al 1913 con l'edizione del "Topographical Catalogue of the Private Tombs of Thebes" di Alan Gardiner e Arthur Weigall. Le tombe erano numerate in ordine di scoperta e non geografico; ugualmente in ordine cronologico di scoperta sono le tombe dalla 253 in poi.
3. ↑  I campi della Duat, ovvero l'aldilà egizio, si trovavano, secondo le credenze, proprio sulla riva occidentale del grande fiume.
4. ↑  Nella sua epoca di utilizzo, l'area era nota come "Quella di fronte al suo Signore" (con riferimento alla riva orientale, dove si trovavano le strutture dei Palazzi di residenza dei re e i templi dei principali dei) o, più semplicemente, "Occidente di Tebe".
5. ↑  le Tombe dei Nobili, benché raggruppate in un'unica area, sono di fatto distribuite su più necropoli distinte.
6. ↑  Le note, sovente di inquadramento topografico della tomba, sono tratte, fino alla TT252, dal "Topographical Catalogue" di Gardiner e Weigall, ed. 1913 e fanno perciò riferimento alla situazione dell'epoca.

### Fonti
1. ↑  Gardiner e Weigall 1913.
2. ↑  Donadoni 1999,  p. 115.
3. ↑  Porter e Moss 1927, p. 381.
4. ↑  Porter e Moss 1927,  p. 383.
5. ↑  Porter e Moss 1927,  pp. 381-383.